# Zöld jégmadár
A zöld jégmadár (Chloroceryle americana) a madarak osztályának szalakótaalakúak (Coraciiformes) rendjébe és a jégmadárfélék (Alcedinidae) családjába tartozó faj.

## Előfordulása
Az Amerikai Egyesült Államok, Mexikó, Közép-Amerika és Dél-Amerika területén honos.

## Alfajai
- Chloroceryle americana americana
- Chloroceryle americana bottomeana
- Chloroceryle americana cabanisii
- Chloroceryle americana croteta
- Chloroceryle americana ecuadorensis
- Chloroceryle americana hachisukai
- Chloroceryle americana hellmayri
- Chloroceryle americana isthmica
- Chloroceryle americana mathewsii
- Chloroceryle americana septentrionalis

## Megjelenése
Testhossza 19-21 centiméter. A hínmnek vörös a melle.
|  |  |

## Életmódja
Tápláléka, főleg halakból áll, melyet a víz alá merülve ragad meg. Kevés élelem esetén, gyíkokat, szöcskéket és vízirovarokat is fogyaszt.

## Szaporodása
Fészekalja 3-4 tojásból áll.